# Reichsfachschaft Film
Die Reichsfachschaft Film (RFF) war eine Abteilung innerhalb der Reichsfilmkammer, der in der Zeit des Nationalsozialismus alle Schauspieler, Regisseure und anderen Filmschaffende beitreten mussten, um weiter ihre Berufstätigkeit ausüben zu können. Sie war Teil der Gleichschaltung der deutschen Gesellschaft im Dritten Reich. Leiter der Fachschaft war ab 1933 der Schauspieler Carl Auen; 1939 wurde als ehrenamtlicher Leiter der Schauspieler und Regisseur Wolfgang Liebeneiner ernannt.
Bewerber mussten in einem Fragebogen Angaben zu Vorstrafen, „Rassischer Abstammung“, Religion und einer eventuellen Mitgliedschaft in sozialistischen Organisationen machen. Auch nach der Mitgliedschaft in der NSDAP wurde gefragt, doch bildete die Parteimitgliedschaft keine Aufnahmevoraussetzung für die Fachschaft.

## Gliederung
In der Reichsfachschaft Film wurden Mitglieder aus 12 Sparten erfasst:
- Film-Produktionsleiter
- Filmregisseure
- Film-Bildner
- Film-Aufnahmeleiter
- Film-Kameraleute
- Film-Tonmeister
- Film-Schnittmeister
- Film-Darsteller
- Film-Komparsen
- Film-Maskenbildner
- Film-Requisiteure
- Film-Garderobiers

## Berufsverbote
Da die Mitgliedschaft in der Fachschaft für jegliche Tätigkeit im Filmgewerbe zwingende Voraussetzung war, konnte diese Einrichtung Berufsverbote verhängen. Betroffen hiervon waren vor allem jüdische Filmschaffende, aber auch solche, die aus politischen oder anderen Gründen missliebig waren. Rund 3000 Filmschaffende verloren durch Ausschluss aus der Filmkammer ihre Arbeit.
Einige bekannte Betroffene:
- Herbert B. Fredersdorf, Regisseur
- Friedrich Gnaß, Schauspieler
- O. E. Hasse, Schauspieler
- Martin Hellberg, Schauspieler
- Werner Hochbaum, Regisseur
- Hertha Thiele, Schauspielerin

Wegen ihres jüdischen Glaubens bzw. Hintergrundes wurden u. a. folgende Filmkünstler aus der Reichsfachschaft ausgeschlossen:
- Gitta Alpár, Sängerin, Schauspielerin
- Maria Forescu, Sängerin, Schauspielerin
- Inge Meysel, Schauspielerin
- Hedwig Schlichter, Schauspielerin
- Ellen Schwanneke, Schauspielerin
- Camilla Spira, Schauspielerin
- Dora Thalmer, Schauspielerin
- Emilia Unda, Schauspielerin